# Speluji, jak nejrychleji dovedu
Speluji, jak nejrychleji dovedu (v anglickém originále I'm Spelling As Fast As I Can) je 12. díl 14. řady (celkem 303.) amerického animovaného seriálu Simpsonovi. Scénář napsal Kevin Curran a díl režírovala Nancy Kruseová. V USA měl premiéru dne 16. února 2003 na stanici Fox Broadcasting Company a v Česku byl poprvé vysílán 23. listopadu 2004 na stanici ČT1.

## Děj
Při sledování hororového pořadu, který uvádí Kozarela (seriálová podoba Elvíry Cassandry Petersonové), se objeví reklama na žebroun (seriálová podoba sendviče McRib od McDonald's), nový sendvič Krusty Burgeru, v němž je maso z neznámého zvířete zpracováno a vytvarováno do podoby žeber. Homer nadšeně ochutnává žebroun, který nedávno dorazil do Krusty Burgeru ve Springfieldu, a stává se na něm závislým. 
Následujícího dne uspořádá ředitel Skinner ve škole soutěž v hláskování. Líza je nadšená, když vyhraje hláskovací soutěž, za což dostane model planety Mars, jenž je ve skutečnosti míčem s nápisem „Mars“). Pokračuje do státní soutěže v hláskování, kterou opět vyhraje, čímž se kvalifikuje na spelympijské hry, které se budou konat v Calgary. 
Marge navrhne, aby to oslavili návštěvou kina, ale Homer řekne, že má „důležitou tatínkovskou záležitost“, z níž se vyklube konzumace žebrounů s Lennym a Carlem v Krusty Burgeru, jenže zjistí, že žebrouny, které se prodávají jen v limitované době, nejsou na skladě. Ribhead, fanoušek žebrounů, však Homerovi řekne, že se žebroun testuje na jiných trzích, a tak se rozhodne sledovat skupinu fanoušků, kteří sledují plán turné k vydání žebrounů. 
Na spelympiádě, kterou pořádá George Plimpton, Líza vyhraje semifinále a zajistí si místo ve finále. Dalšími dvěma finalisty jsou Sun Moon, Korejka, a Alex, roztomilý chlapec s velkými kulatými brýlemi a vadou řeči, který se ukáže být mimořádně populární. Plimpton si vezme Lízu stranou a řekne jí, že pokud nechá Alexe vyhrát, dostane zdarma stipendium na libovolnou vysokou školu Seven Sisters a zdarma talíř George Plimptona. Líza je rozpolcená mezi touhou vyhrát spelympiádu a bezplatnou vysokou školou a zeptá se Marge, zda si mohou dovolit poslat ji na vysokou školu. Marge si není jistá, ale slíbí, že udělá vše pro to, aby se Líza na vysokou školu dostala, ale Líza je stále nesvá, protože si je vědoma Homerova nízkého platu. 
V San Franciscu Krusty oznámí všem fanouškům žebrounů, že se pochoutka už nebude vyrábět, protože zvíře, z něhož byl vyroben, už vyhynulo. Poslední z žebrounů hodí do davu a Homer jej chytí. Ital nabídne Homerovi „pronájem“ svého auta výměnou za poslední žebroun a Homer si vzpomene na Lízu a spelympiádu. Souhlasí s výměnou a odjíždí autem, dorazí na finále spelympiády právě včas, aby viděl, jak Líza hláskuje „neústupnost“, a povzbudí ji. Líza, šťastná, že vidí svého otce, všem řekne, že jí bylo řečeno, aby se potápěla, ale pak omylem namísto písmene ú uvede při hláskování ů. Líza tak prohraje, a protože to neudělala schválně, Plimpton svou nabídku odvolá. 
Cestou zpět do Springfieldu se Homer snaží Lízu rozveselit, když přizná, že všechny ve městě zklamala. Zjistí však, že tím, že se umístila na druhém místě, se stala nejúspěšnější springfieldskou rodačkou vůbec (dokonce překonala i springfieldskou ženu, která kdysi chodila s Charlesem Grodinem). Na její počest město vytesalo Lízinu tvář na úbočí hory.

## Produkce a přijetí
Dlouhá scéna na začátku dílu, kdy Bart spěchá, aby stihl vše, co plánoval udělat během letních prázdnin, byla kvůli času vystřižena. Scéna byla později umístěna na začátek epizody 17. série Opičí proces, která se vysílala o tři roky později.
V roce 2011 označil Keith Plocek z blogu Squid Ink magazínu LA Weekly epizodu za druhý nejlepší díl pořadu s tematikou jídla: „Spelling bee, schmelling bee. Hvězdou této epizody z roku 2003 je Ribwich (žebroun), což je zřejmá narážka na McRib od McDonaldu,“ uvedl.

## Kulturní odkazy
Pasáž, v níž se Homer stane závislým na žebrounovi, je parodií na film Darrena Aronofského Requiem za sen (2000). Kozarela, která se objeví na začátku epizody, je parodií na Elvíru, svůdnou gotickou postavu, kterou ztvárnila Cassandra Peterson. Při otevírání školy ředitel Skinner zpívá parodii na píseň „School's Out“ od Alice Coopera. Píseň, jež hraje během spelympiády a během titulků, je „I Put a Spell on You“ od Screamin' Jay Hawkinse. Písní na začátku finále spelympiády je „Get Ready for This“ od 2 Unlimited. Tato píseň zazněla také v dílech Homerův a Nedův poslední výkop a Panu dozorci s láskou. Skladba hraná během televizní reklamy na žebrouny je parodií na „Like a Rock“ od Boba Segera, která je známá především jako znělka nákladních vozů Chevrolet z let 1991–2004. Název epizody je odkazem na knihu Tančím, jak nejrychleji dovedu od Barbary Gordonové z roku 1981.